# Alyson Reed
Alyson Reed (28 de enero de 1958) es una actriz y cantante estadounidense.
Reed hizo su debut en Broadway en Dancin' en 1978. Ha participado en otras producciones de teatro como Dance a Little Closer, Cabaret, A Grand Night for Singing, y Marilyn: An American Fable. Estuvo nominada para los Premios Tony por la actuación en el Musical de Cabaret como Mejor Actriz en un Musical y en los premios Drama Desk Award por Mejor Actriz en un Musical por Marilyn.
La actuación más memorable de Reed es en la película A Chorus Line, adaptación de Richard Attenborough, en la que participaba como Cassie. Reed ha participado en muchos programas de televisión como: Frasier, ER, Murder, She Wrote, Law & Order, Chosen Ones (en una participación especial en el 2004) Sin Rastro (Without a trace), Chicago Hope, The X-Files, CSI: Las Vegas, Nip/Tuck, y en la Película Original de Disney Channel, High School Musical. En septiembre de 2022 se anunció que formara parte de la 4ta temporada de High School Musical: The Musical: The Series como ella misma.